# Coïncidentie
Coïncidentie (Latijn: con, samen en incidere, voorvallen) betekent letterlijk samen voorvallen, waarmee in het bijzonder de meetmethode wordt bedoeld, waarbij twee of meer detectoren worden ingezet om hetzelfde verschijnsel op twee verschillende plaatsen waar te nemen en zo de nauwkeurigheid te verhogen.
Een typisch voorbeeld is een experiment waar deeltjes met hoge energie op elkaar botsen en twee detectoren lijnrecht tegenover elkaar de daaruit ontstane deeltjes waarnemen.
Een ander voorbeeld is MiniGrail, waarbij identieke detectoren voor zwaartekrachtgolven zich in Nederland en in Brazilië bevinden. Als de beide detectoren aan een atoomklok gekoppeld zijn, dan kan uit het klein verschil in tijd de richting van de golf bepaald worden. Dit wordt ook toegepast voor detectie van neutrino's, zoals Super-Kamiokande.